# Championnat d'Albanie de football 1930
Navigation
Championnat d'Albanie 1911 Championnat d'Albanie 1931
Le Championnat d'Albanie de football de Kategoria Superiore 1930 est la 1re édition officielle de ce championnat.

## Classement
| Rang | Équipe            | Pts | J  | G | N | P | Bp | Bc | Diff |
| ---- | ----------------- | --- | -- | - | - | - | -- | -- | ---- |
| 1    | SK Tirana         | 14  | 10 | 5 | 4 | 1 | 17 | 7  | +10  |
| 2    | Skënderbeu Korçë  | 13  | 10 | 4 | 5 | 1 | 20 | 14 | +6   |
| 3    | Bashkimi Shkodran | 13  | 10 | 4 | 5 | 1 | 20 | 14 | +6   |
| 4    | Teuta Durrës      | 8   | 10 | 3 | 2 | 5 | 12 | 17 | -5   |
| 5    | Urani Elbasan     | 7   | 10 | 3 | 1 | 6 | 9  | 20 | -11  |
| 6    | SK Vlorë          | 4   | 10 | 1 | 2 | 7 | 4  | 13 | -9   |

|  | Champion   |
|  | Relégation |

## Bilan de la saison
| Tableau d'Honneur                 |           |
| Compétition                       | Vainqueur |
| Championnat d'Albanie de football | SK Tirana |

| Promotions et relégations     |              |
| Relégués en First Division    | aucun        |
| Promus de Kategoria Superiore | Muzaka Berat |